# Antennophoridae
Antennophoridae é uma família de ácaros pertencentes à superfamília monotípica Antennophoroidea da ordem dos Mesostigmata.

## Taxonomia
A superfamília Antennophoroidea é monotípica, incluindo apenas a família Antennophoridae, a qual contém 5 géneros com 9 espécies validamente descritas:
- Antennophorus Haller, 1877 (inclui a espécie Antennophorus grandis, um ectoparasita das formigas da espécie Lasius flavus).[2]
- Echinomegistus Berlese, 1903
- Antennomegistus Berlese, 1903
- Celaenosthanus Vitzthum, 1930
- Neomegistus Trägårdh, 1906